# バリフ
バリフ（Balih）は、古代メソポタミア、キシュ第1王朝の王。
シュメール王名表によると、キシュ第1王朝（紀元前2900年頃以降）の14代目の王。エタナの息子。